# 美洲水雉屬
美洲水雉屬是鴴形目水雉科下的一個屬。本屬目前下屬2個物種，其中一種分佈於北美洲，另一種則分佈於中南美洲。

## 命名歷史
本屬為法國動物學家馬蒂蘭·雅克·布里松於1760年建立。根據重名的關係，肉垂水雉為本屬的模式種。其屬名來自於葡萄牙語的，用以指稱肉垂水雉。

## 下屬物種
本屬包含以下物種：
- 美洲水雉 Jacana spinosa (Linnaeus, 1758)
- 肉垂水雉 Jacana jacana (Linnaeus, 1758)

## 外部連結
- 维基共享资源上的相關多媒體資源：美洲水雉屬
- 維基物種上的相關：美洲水雉屬